# 井上喜久子 魅惑のおしゃべりメロン
『井上喜久子 魅惑のおしゃべりメロン』（いのうえきくこ みわくのおしゃべりメロン）は、2008年3月14日にキャララジオで配信が開始されたインターネットラジオ番組である。2011年9月16日の第178回から配信がHiBiKi Radio Stationに変更となり、2012年12月28日の第243回で配信を終了した。パーソナリティは声優の井上喜久子。

## 概要
毎回アニメ関係者のゲストを招いて、その人物および関わったアニメ作品にまつわるトークを行う。番組はトークと曲紹介のみで構成されており、いわゆる「コーナー」は無い。また、リスナーからのメールも募集していない。オープニングトークとエンディングトークは井上のひとりしゃべりで、第72回以降のエンディングトークはその回のゲストが出したテーマに沿ったトークになった(ゲストが出すテーマは前回のゲストが出したテーマのしりとりになる言葉というルールになっている)。ゲストは声優が多いが、アニメ製作スタッフや歌手などが出演することもある。井上いわく「アニメ界の『徹子の部屋』」。1回あたりの放送時間は30～40分程度。
番組タイトルの当初案は「井上喜久子 お姉ちゃんのおしゃべりサロン」だったが、硬い感じがするという井上の意見により、スタッフと再検討して現在のタイトルに決定した。
第1回から第177回はキャララジオに参加している各メーカーのインターネットラジオ配信サーバーを持ち回りで使用していたため、番組の音質が放送回によって異なっていた。第178回から第243回（最終回）はHiBiKi Radio Stationで配信されたため音質は一定である。
基本的にCMは無いが、第134回から第155回は番組後にジェネオン・ユニバーサル・エンターテイメント関連のCMがあった。

## 配信日
第1回から第177回までの音質は放送回によって異なるため記載する。第177回以降は96kbps,44.1kHzで同じなので記載しない。
(#)マークが付いている回は「よりぬきおしゃべりメロン」に収録されている。

## CD・DVD
- CD「よりぬきキャララジオ 1」（2008年6月20日発売）
  - この番組、第3回の井上喜久子の一人しゃべり部分を新録に差し替えた短縮編集版と、キャララジオで過去に配信された7つの番組の一部の回が収録されている。この番組は音声トラック、他の番組はMP3データのエンハンスドCD仕様。キャララジオSHOPで完全受注生産で販売されたが、追加でコミックマーケット74（2008年8月15日～17日）で200枚の数量限定販売とキャラホビ2008（2008年8月30日～31日）で在庫の販売が行われた。
- DVD-ROM「よりぬきおしゃべりメロン」(2010年3月31日発売)
  - 第1回～第86回の中から選りすぐりの54回分（配信日の(#)マークの回）と配信されていない第101回が収録されている。収録形式は192kbps,44.1kHzのMP3データになっている。
  - 販売は.Animeでの完全予約受注生産だった。当初は2009年12月15日発売予定だったが、2010年2月19日発売予定に延期され、さらに2010年3月31日に変更された。